# Rudy Rotta
Rudy Rotta (Villadossola, 14 ottobre 1950 – Verona, 3 luglio 2017) è stato un chitarrista, cantante e compositore italiano.

## Biografia
Rudy Rotta ha iniziato a suonare all'età di 14 anni in Svizzera (Lucerna) dove la famiglia era emigrata all'inizio degli anni sessanta, è residente dall'età di 18 anni a Verona, dove ha iniziato la sua carriera esibendosi dapprima nei locali in città come chitarrista in giovani gruppi emergenti, con un repertorio soul-blues di gruppi inglesi ed americani. Nel 1987 ha formato la propria band, con cui si è impegnato all'estero, fino a diventare un ottimo esponente della musica blues, ottenendo riconoscimenti dalla stampa e dalla critica.
La sua carriera musicale si svolge principalmente all'estero, dove è attivo dalla fine degli anni ottanta. Rotta è stato invitato come ospite a numerosi Festival Blues in Europa e oltreoceano (Kansas City Blues Festival) insieme a Peter Green, Brian Setzer, Taj Mahal.
Molto risalto dalla stampa nazionale e internazionale è stato dato alla partecipazione al Festivalbar e al Festival Jazz di Montreux nel 1993 (con B.B. King) in veste di ospite, al Pistoia Blues Festival (4 edizioni), e al Concerto del Primo Maggio di Roma. Nella sua presenza a 9 edizioni di Sanremo Blues, in uno dei quali è stato premiato come migliore bluesman italiano. Negli anni novanta ha registrato per la BBC inglese e per la Jazz FM di Londra.

## Carriera

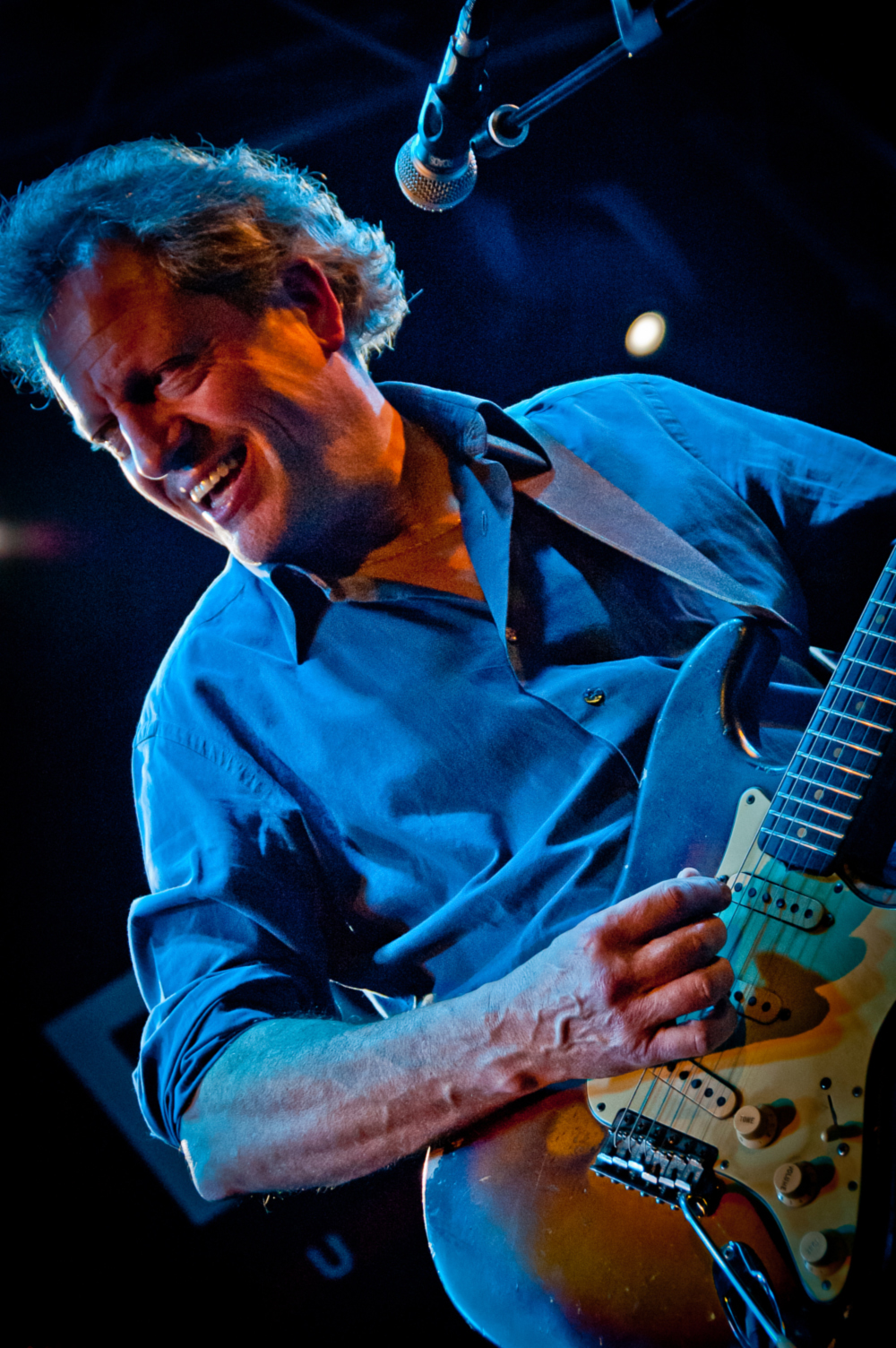
Rudy Rotta nel 2011

Negli anni è maturato artisticamente con continuità, caratterizzandosi con un personale approccio allo stile e alla timbrica del suono di chitarra elettrica e una voce graffiante e aggressiva, che a tratti si sa esprimere anche in sottile e personale voce roca. La sua musica presenta un solido background nel genere blues ma interagendo con altri generi musicali in diverse direzioni quali rock, soul, funky, ballads.
Si esibisce con una band di primo livello. Saltuariamente ama esprimersi anche in versione acustica, con rielaborazioni degli arrangiamenti, in una soluzione "chitarra e voce". Nella sua carriera ha pubblicato 14 album. Ha collaborato con molti musicisti di calibro internazionale, tra cui B.B. King, Allman Brothers (alla House of Blues di New Orleans), John Mayall, Brian Auger, con il quale ha effettuato diversi tour in Italia, e nella discografia ha avuto come ospiti anche John Mayall & the Bluesbreakers, Robben Ford, Peter Green, Luther Allison, Brian Auger.
È stato special guest di John Mayall la Nave Blues di Brescia, al Delta Blues di Rovigo, al Folkest di Udine, alla House of Blues di Boston. Ha partecipato a 3 edizioni della Ultimate Rhythm & Blues Cruise nei Caraibi, nel Mediterraneo e nelle isole della Grecia, in compagnia di John Mayall, Etta James, Luther Allison, Taj Mahal, Fabulous Thunderbirds, John P. Hammond, Buckwheat Zydeco, Marcia Ball.
Il 25 settembre 2010 Rudy Rotta si è esibito a Cesena al festival musicale Woodstock 5 Stelle organizzato dal blog di Beppe Grillo e trasmesso dal canale televisivo Play.me, che proprio con questa diretta aprì la neonata emittente.
Dal 2015 ha collaborato con la società A-Z Blues con la quale pubblica in collaborazione Zyx Records l'ultimo album Volo sul Mondo. Le stesse società pubblicano l'album postumo Now And Then...and Forever, contenente le ultime registrazioni in studio. 
Il 3 luglio 2017 viene data la notizia della sua morte, avvenuta dopo una lunga malattia.

## L'Associazione culturale Rudy Rotta
Nel 2018, istituita dalla famiglia e dagli amici in memoria dell'artista scomparso, viene fondata l'Associazione culturale Rudy Rotta per dare vita e continuità ai suoi progetti musicali e artistici.
Il 13 luglio 2019 si è tenuto il Festival "Volo sul Mondo" al Teatro Romano di Verona, memorial organizzato dall'Associazione culturale Rudy Rotta, con ospite principale Keb' Mo' e con la partecipazione di molti altri musicisti italiani.
Il 26 giugno 2024 a Verona è stato proiettato il documento video inedito Live In Oxford, England, 1999 ripreso e curato dalla BBC inglese nel 1999, rimasto negli archivi per 25 anni, edito da Lorenz Zadro per A-Z Press.  

## Discografia - LP, CD e DVD
- 1988 - Real Live (LP, LMJ Vinyl)
- 1989 - Reason to Live (LP & CD, RiverNile Records / Ala Bianca Records / Emi / Emi Toshiba)
- 1991 - Blues Greatest Hits feat. Karen Carroll (LP & CD, Ornament / Hot Fox Records / In-Akustik) – rec. in Chicago
- 1993 - Diabolic Live (CD, Hot Fox Records / In-Akustik)
- 1995 - So di Blues (CD, Rossodisera Records / Mint Records / Sony)
- 1997 - Live in Kansas City (CD, Acoustic Music Records / Azzurra Music) rec. in Kansas City
- 1995 - Loner and Goner (CD, Ala Bianca Benelux / Emi)
- 1999 - Blurred (CD, Acoustic Music Records)
- 2001 - The Beatles in Blues (CD, Azzurra Music / EuroTrend / Pepper Cake / Zyx)
- 2004 - Some of my favorite songs (CD, Pepper Cake / Zyx)
- 2005 - Captured live with Brian Auger (CD, Pepper Cake / Zyx)
- 2006 - Winds of Louisiana (CD, Pepper Cake / Zyx) rec. in New Orleans
- 2008 - Live at B&W Rhythm'n'Blues Festival (DVD, Pepper Cake / Zyx)
- 2009 - Blue Inside (CD, Pepper Cake / Zyx)
- 2011 - La Musica, La Mia Vita (CD, Azzurra Music)
- 2011 - Me, My Music and My Life (2CD, Pepper Cake / Zyx)
- 2014 - The Beatles vs The Rolling Stones (CD, Slang Records /Pepper Cake / Zyx)
- 2015 - Rudy Rotta Box (2CD+DVD, Pepper Cake / Zyx)
- 2017 - Il Blues di Rudy Rotta (CD, Azzurra Music / A-Z Blues)
- 2017 - Volo sul Mondo (CD, Pepper Cake / Zyx / A-Z Blues)
- 2019 - Now And Then...and Forever (CD, Pepper Cake / Zyx / A-Z Blues)
- 2024 - Live in Oxford, England, 1999 (VIDEO, BluesArchive / A-Z Press)

## Riconoscimenti
- 1990 - Sanremo Blues - Citazione come miglior chitarrista blues italiano del momento.
- 1990 - Ass. Palio del Recioto - Negrar (VR) Cavaliere del Recioto per meriti musicali.
- 1994 - Fender Stratocaster Signature  - consegnatagli a Londra da Fender Europa.
- 2002 - Fender Stratocaster Signature - consegnatagli da Casale Bauer - Italia, in occasione Disma di Rimini.
- 2007 - Camera di Commercio di Verona - Medaglia d'oro "Per aver conseguito importanti successi come chitarrista, cantante e compositore, affermandosi come uno dei migliori bluesmen della scena internazionale".
- 2009 - Imperial Castellania di Suavia - Soave (VR) - Nomina a Capitano Spadarino  "Per aver raggiunto fama mondiale come chitarrista, cantante e compositore blues".
- 2016 - Verona in Blues - Targa di riconoscimento “per aver ispirato con il suo blues intere generazioni di musicisti”.